# Antonio Eugenio Visconti
Antonio Eugenio Visconti (Milão, 13 de junho de 1713 - Roma, 4 de março de 1788) foi um cardeal italiano do século XVIII.

## Biografia
Nasceu em Milão em 13 de junho de 1713. Do Signori de Brignano. Filho caçula de Annibale Visconti, oficial do exército imperial e marechal de campo e castellano de Milão, e Claudia Erba Odescalchi. Seu padrinho foi o príncipe Eugênio de Sabóia. Desde a infância foi destinado à carreira eclesiástica.
Estudou na Universidade de Pavia, onde obteve o doutorado in utroque iure, direito canônico e civil, em 19 de dezembro de 1737. Foi um exímio orador.
Após trabalhar com grande sucesso como advogado em Milão, de 1737 a 1740, foi para Roma, onde parentes ocupavam altos cargos na Cúria: Giovanni Battista Visconti como auditor da Sagrada Rota Romana; e Antonio Maria Erba Odescalchi como prefeito do Palácio Apostólico e cardeal em 1759. Ingressou na Cúria Romana e sua carreira avançou rapidamente. Prelado da Sagrada Congregação das Indulgências, 1742. Relator da Sagrada Congregação do Bom Governo. Datário da Penitenciária Apostólica, setembro de 1743. Relator da Sagrada Congregação da Sagrada Consulta, 1748. Secretário da Sagrada Congregação de Indulgências e Sagradas Relíquias, outubro de 1754. Administrador do hospital S. Gallo, Roma, e primicerius da Arquiconfraria dos Peregrinos e do Carmim. Referendário dos Supremos Tribunais da Assinatura Apostólica da Justiça e da Graça.
Ordenado ao sacerdócio em 22 de dezembro de 1759.
Eleito arcebispo titular de Éfeso, em 28 de janeiro de 1760. Consagrado em 16 de fevereiro de 1760, palácio Quirinale, Roma, pelo Papa Clemente XIII, auxiliado por Filippo Caucci, patriarca titular de Constantinopla, e por Giuseppe Locatelli, arcebispo titular de Cartago. Na mesma cerimônia foram consagrados Francesco Carafa della Spina di Traetto, arcebispo titular de Patras; e Pietro Colonna Pamphili, arcebispo titular de Colossos. Assistente do Trono Pontifício, 20 de fevereiro de 1760. Núncio na Polônia, 22 de fevereiro de 1760; ele chegou a Varsóvia em novembro seguinte. Abade commendatario de Grattafoglio, fevereiro de 1764. Reitor commendatario de S. Abbondio, Cremona, março de 1765. Núncio na Áustria, 22 de novembro de 1766; ele teve que esperar na Polônia até que seu sucessor chegasse e não foi a Viena até o final de agosto de 1767.
Criado cardeal e reservado in pectore no consistório de 17 de junho de 1771; publicado no consistório de 19 de abril de 1773; o papa enviou-lhe o barrete vermelho com um breve apostólico datado de 24 de abril de 1773. Abade commendatario de S. Giovanni di Vertemate, Como, maio de 1774. Participou do conclave de 1774-1775, que elegeu o Papa Pio VI. Recebeu o chapéu vermelho em 16 de março de 1775; e o título de S. Croce in Gerusalemme, 3 de abril de 1775. Protetor da igreja nacional milanesa de Ss. Ambrogio e Carlo al Corso. Prefeito da Economia da Sagrada Congregação de Propaganda Fide, maio de 1776. Camerlengo do Sacro Colégio dos Cardeais, 20 de março de 1780 até 2 de abril de 1781. Prefeito da Sagrada Congregação de Indulgências e Sagradas Relíquias, 1782. Tinha tendências jansenistas. Ele viveu uma época de turbulência, de luta das velhas ideias com as novas. Frequentemente, o cardeal se encontrava em um conflito interno entre o que reconhecia como os requisitos da época e os deveres exigidos dele por sua posição como príncipe da igreja e legado papal. Ele sempre se mostrou aqui como um zeloso defensor da Igreja e de seus direitos. O termo "Iluminismo Católico" indica seu estado de espírito mais provavelmente.
Cardeal Visconti morreu em Roma em 4 de março de 1788. Exposto na igreja de Ss. Ambrogio e Carlo, Roma, onde se realizou o funeral, segundo a disposição do Papa; à cappella papale, a missa de réquiem foi celebrada pelo cardeal Guglielmo Pallotta, camerlengo do Sacro Colégio dos Cardeais; Johann Wolfgang von Goethe participou do funeral; terminadas as cerimônias, o corpo foi colocado nas caixas habituais de albuccio, cipreste e chumbo e, à noite, transferido para a basílica de S. Croce in Gerusalemme, seu título, e enterrado no local pretendido pelo cardeal enquanto ele estava morando no meio da igreja, não muito longe da entrada.